# Sycoscapter arnottianus
Sycoscapter arnottianus är en stekelart som beskrevs av Abdurahiman och Joseph 1976. Sycoscapter arnottianus ingår i släktet Sycoscapter och familjen fikonsteklar. Inga underarter finns listade i Catalogue of Life.